# Euphorbia consoquitlae
Euphorbia consoquitlae är en törelväxtart som beskrevs av Townshend Stith Brandegee. Euphorbia consoquitlae ingår i släktet törlar, och familjen törelväxter. Inga underarter finns listade i Catalogue of Life.